# Gerardo A. Salazar
Gerardo Adolfo Salazar Chávez ( n. 1961) es un botánico mexicano.
En 1994 hace su licenciatura en Biología, en la Facultad de Ciencias, UNAM, México, D.F. Y en 1999 defiende su Maestría en Ciencias (Biología Vegetal), allí.
En 2003 se doctora Ph.D. en Botánica, en el "Birkbeck College, de la Universidad de Londres.
Desarrolla su actividad científica como "investigador full time, en el "Instituto de Biología", del "Departamento de Botánica".

## Algunas publicaciones
- gerardo a. Salazar, luís Rios de Moura Baptista, nélson ivo Matzenbacher. 1992. A new species of Mormodes (Orchidaceae) from Brazil. Editor Herbarium Bradeanum, 4 pp.

### Libros
- gerardo a. Salazar. 2006. Orquídeas: y otras plantas nativas de La Cañada, Cuicatlán, Oaxaca, México. Edición ilustrada de UNAM, Instituto de Biología, 175 pp. ISBN 9703229735

- -------------------------, miguel ángel Soto Arenas. 1996. El género Lepanthes Sw. en México. Volumen 14 de Orquídea (Ciudad de México, México : 1971) Editor Asociación Mexicana de Orquideología, 231 pp.

- La abreviatura «Salazar» se emplea para indicar a Gerardo A. Salazar como autoridad en la descripción y clasificación científica de los vegetales.[1]